# Kraubath an der Mur
Kraubath an der Mur es una localidad situada en el distrito de Leoben, en el estado de Estiria, Austria. Tiene una población estimada, a principios del año 2022, de 1326 habitantes.
Está ubicada en el centro-norte del estado, al noroeste de la ciudad de Graz —la capital del estado— y cerca del parque nacional Gesäuse